# Hrabstwo Kenedy

Piramida wieku hrabstwa

Hrabstwo Kenedy – hrabstwo położone w USA w stanie Teksas. Utworzone w 1921 r. Siedzibą hrabstwa jest Sarita. Według spisu w 2020 roku liczy 350 mieszkańców i jest jednym z najsłabiej zaludnionych hrabstw Stanów Zjednoczonych. Większość mieszkańców to Latynosi (70,6%) i katolicy (63,1%). 
W hrabstwie wydobywa się znaczne ilości gazu ziemnego. Szerokie możliwości polowania, wędkowania i obserwacji ptaków przyciągają wielu turystów. Rolnictwo zdominowane jest przez bydło mięsne. 

## CDP
- Sarita

## Sąsiednie hrabstwa
- Hrabstwo Kleberg (północ)
- Hrabstwo Willacy (południe)
- Hrabstwo Hidalgo (południowy zachód)
- Hrabstwo Brooks (zachód)